# Баксанский район
Бакса́нский райо́н — административно-территориальная единица и муниципальное образование (муниципальный район) в составе Кабардино-Балкарской Республики Российской Федерации.
Административный центр — город Баксан (в состав района не входит).

## География
Баксанский район расположен в северной части республики и граничит: на востоке — с Прохладненским районом, на юго-востоке с Урванским районом, на юге — с Чегемским районом, на юго-западе — с Эльбрусским районом, на западе — с Зольским районом КБР, а также на севере — со Ставропольским краем. В центральную часть района вдаётся городской округ Баксан, территория которого отделяет от основной части Баксанского района сельские поселения Баксанёнок и Кишпек.
По зональному районированию территория района делится на 3 зоны с юго-запада на северо-восток: горную, предгорную и равнинную. Общая площадь территории Баксанского муниципального района составляет 829,58 км² , из них в ведении сельских поселений находится 750,35 км².
Наиболее крупными реками в районе являются — Баксан и Малка. Другие значимые реки — Куркужин, Баксанёнок, Гедуко, Хатакум, Псарыша и др. Важную роль играет Баксано-Малкинский канал, связывающий реки Баксан и Малка. Кроме того, земли района богаты подземными водами. Имеются горячие источники воды, наиболее известным из которых являются термальные источники — Гедуко.
В недрах земель имеются полезные ископаемые: известь, туф, вулканический пепел, глина, которая пригодна для производства высококачественного кирпича, даже без пластификаторов.

## История
Постановлением ВЦИК об образовании Кабардинской автономной области, 1 сентября 1921 года был образован Баксанский округ.
В 1924 году часть населённых пунктов округа было передано новообразованным — Нагорному и Прималкинскому округам.
На 12 августа 1926 года в состав округа входили сельсоветы — Баксановский, Баксанёнковский, Заюковский, Старо-Крепостской, Псухуреевский, Кишпекский, Кубинский, Кременчуг-Константиновский, Кызбурунский I, Кызбурунский II, Кызбурунский III, Куркужинский.
24 сентября 1926 года Куркужинский сельсовет состоявший из двух сёл, был разделён на Верхне-Куркужинский и Нижне-Куркужинский сельсоветы, которые ранее были объединены.
Постановлением ВЦИК от 30 сентября 1931 года, Баксанский округ был преобразован в Баксанский район.
Постановлением Президиума ВЦИК от 29 декабря 1937 года, часть территории Баксанского района была передана в новообразованный Кубинский район. Указом Президиума Верховного Совета РСФСР от 2 ноября 1956 года Кубинский район был упразднён и возвращён в состав Баксанского района.
Постановлением Президиума Верховного Совета КБАССР от 20 декабря 1962 года был образован Баксанский сельский район, на базе Баксанского, Чегемского и Эльбрусского районов, за исключением ряда населённых пунктов в южной части Эльбрусского района. Но 12 января 1965 года Указом президиума Верховного Совета РСФСР, Баксанский район был восстановлен в прежний статус и прежние административные границы.
Постановлением Парламента КБР № 673 от 8 августа 2003 года, город Баксан был отнесён к категории городов республиканского подчинения и выведен из состава района в отдельный городской округ, в состав которого также было включено село Дыгулыбгей.

## Население
| 1970    | 1979    | 1989    | 2002     | 2010    | 2011    | 2012    |
| ------- | ------- | ------- | -------- | ------- | ------- | ------- |
| 80 763  | ↗86 171 | ↗96 259 | ↗114 888 | ↘60 970 | ↗61 054 | ↗61 244 |
| 2013    | 2014    | 2015    | 2016     | 2017    | 2018    | 2019    |
| ↗61 518 | ↗61 845 | ↗62 269 | ↗62 634  | ↗62 978 | ↗63 242 | ↗63 414 |
| 2020    | 2021    | 2023    | 2024     | 2025    |         |         |
| ↗63 729 | ↗64 892 | ↗65 119 | ↗65 452  | ↗65 901 |         |         |

Национальный состав
По данным Всероссийской переписи населения 2021 года:
| Народ                | Численность, чел. | Доля от всего населения, % | Доля от указавших нац-ть, % |
| -------------------- | ----------------- | -------------------------- | --------------------------- |
| кабардинцы (черкесы) | 59 209            | 91,24 %                    | 96,38 %                     |
| * кабардинцы         | 56 060            | 86,39 %                    | 91,26 %                     |
| * черкесы            | 3149              | 4,85 %                     | 5,12 %                      |
| русские              | 1037              | 1,60 %                     | 1,69 %                      |
| балкарцы             | 845               | 1,30 %                     | 1,38 %                      |
| другие               | 339               | 0,52 %                     | 0,55 %                      |
| нет / не указано     | 3462              | 5,34 %                     | -                           |
| всего                | 64 892            | 100 %                      | 100 %                       |

Половозрастной состав
По данным Всероссийской переписи населения 2021 года:
| Возраст     | Мужчины, чел. | Женщины, чел. | Общая численность, чел. | Доля от всего населения, % |
| ----------- | ------------- | ------------- | ----------------------- | -------------------------- |
| 0 — 14 лет  | 7772          | 7497          | 15 269                  | 23,53 %                    |
| 15 — 59 лет | 20 102        | 19 980        | 40 082                  | 61,77 %                    |
| от 60 лет   | 4182          | 5359          | 9541                    | 14,70 %                    |
| Всего       | 32 056        | 32 836        | 64 892                  | 100,0 %                    |

Мужчины — 32 056 чел. (49,40 %). Женщины — 32 836 чел. (50,60 %).
Средний возраст населения — 35,0 лет. Средний возраст мужчин — 34,0 лет. Средний возраст женщин — 35,9 лет.
Медианный возраст населения — 33,5 лет. Медианный возраст мужчин — 32,9 лет. Медианный возраст женщин — 34,2 лет.

## Муниципальное устройство
В Баксанский муниципальный район входят 13 муниципальных образований со статусом сельского поселения:
| №  | Сельское поселение         | Административный центр          | Количество населённых пунктов | Население | Площадь, км² |
| -- | -------------------------- | ------------------------------- | ----------------------------- | --------- | ------------ |
| 1  | Атажукино                  | село Атажукино                  | 1                             | ↗6231     | 50,47        |
| 2  | Баксанёнок                 | село Баксанёнок                 | 1                             | ↗8849     | 87,10        |
| 3  | Верхний Куркужин           | село Верхний Куркужин           | 1                             | ↗3066     | 64,73        |
| 4  | Жанхотеко                  | село Жанхотеко                  | 1                             | ↗1245     | 9,40         |
| 5  | Заюково                    | село Заюково                    | 1                             | ↗12 122   | 143,33       |
| 6  | Исламей                    | село Исламей                    | 1                             | ↗11 927   | 91,54        |
| 7  | Кишпек                     | село Кишпек                     | 1                             | ↗5001     | 47,54        |
| 8  | Кременчуг-Константиновское | село Кременчуг-Константиновское | 1                             | ↗1587     | 47,36        |
| 9  | Куба                       | село Куба                       | 1                             | ↗5216     | 70,24        |
| 10 | Куба-Таба                  | село Куба-Таба                  | 1                             | ↗3182     | 27,95        |
| 11 | Нижний Куркужин            | село Нижний Куркужин            | 1                             | ↗3660     | 55,59        |
| 12 | Псыхурей                   | село Псыхурей                   | 1                             | →2834     | 50,25        |
| 13 | Псычох                     | село Псычох                     | 1                             | ↗981      | 4,85         |

## Населённые пункты
Распределение населения района
 с. Заюково (18,39 %) с. Исламей (18,1 %) с. Баксанёнок (13,43 %) с. Атажукино (9,46 %) с. Куба (7,91 %) Остальные (32,71 %)
В Баксанский район входят 13 населённых пунктов.
| №  | Населённый пункт           | Тип  | Население | Сельское поселение         |
| -- | -------------------------- | ---- | --------- | -------------------------- |
| 1  | Атажукино                  | село | ↗6231     | Атажукино                  |
| 2  | Баксанёнок                 | село | ↗8849     | Баксанёнок                 |
| 3  | Верхний Куркужин           | село | ↗3066     | Верхний Куркужин           |
| 4  | Жанхотеко                  | село | ↗1245     | Жанхотеко                  |
| 5  | Заюково                    | село | ↗12 122   | Заюково                    |
| 6  | Исламей                    | село | ↗11 927   | Исламей                    |
| 7  | Кишпек                     | село | ↗5001     | Кишпек                     |
| 8  | Кременчуг-Константиновское | село | ↗1587     | Кременчуг-Константиновское |
| 9  | Куба                       | село | ↗5216     | Куба                       |
| 10 | Куба-Таба                  | село | ↗3182     | Куба-Таба                  |
| 11 | Нижний Куркужин            | село | ↗3660     | Нижний Куркужин            |
| 12 | Псыхурей                   | село | →2834     | Псыхурей                   |
| 13 | Псычох                     | село | ↗981      | Псычох                     |

## Органы местного самоуправления
Структуру органов местного самоуправления муниципального образования составляют:
1. Совет местного самоуправления Баксанского муниципального района — выборный представительный орган района;
2. Председатель совета местного самоуправления Баксанского муниципального района — высшее должностное лицо района;
3. Местная администрация Баксанского муниципального района — исполнительно-распорядительный орган района;
4. Глава местной администрации Баксанского муниципального района — глава исполнительной власти в районе.

Глава местной (районной) администрации
- Балкизов Артур Хачимович (с 10 июля 2018 года).

Председатель Совета местного самоуправления
- Сабанов Руслан Кадирович (с 20 декабря 2011 года).

Адрес администрации Баксанского муниципального района: город Баксан, пр-т. Ленина, д. 54.

## Экономика
Основу экономики района составляет сельское хозяйство: в частности производство продовольственных продуктов. Наибольшее развитие в районе получило разведение садов интенсивного типа, в частности яблоневых и грушёвых садов.
Также действуют ряд предприятий перерабатывающей промышленности. На территории района находится Баксанская ГЭС.

## Транспорт
Через район проходит федеральная автотрасса «Кавказ» Р217, а также автотрасса регионального значения «Прохладный — Баксан — Эльбрус» А-158.
Все населённые пункты района имеют налаженное рейсовое сообщение с городами — Баксан и Нальчик.

## Средства массовой информации
- Издаётся районная газета «Баксанский вестник»[30][31], тиражируемая на территории района и освящающая события, происходящие в нём. Выпускается раз в неделю.
- Официальный сайт администрации муниципального района.
- Официальные страницы администрации муниципального района в популярный социальных сетях.

## Археология
- Недалеко от села Заюково в гроте Сарадж-Чуко найдена первая на Северном Кавказе мустьерская обсидиановая индустрия[32][33][34] возрастом около 90 тыс. лет (средний палеолит, неандертальцы). Впервые для Кавказа, на материалах из грота Сарадж-Чуко доказано использование обсидиановых наконечников копий в качестве охотничьего вооружения, а также битума с добавлением графена, алюминия, натрия и азота для закрепления наконечников в деревянных рукоятях . Ученые предполагают, что подобное оружие использовалось для охоты на копытных животных, прежде всего на кавказского тура. Орудия неандертальцев из Сарадж-Чуко по технологии изготовления близки к орудиям неандертальцев, живших на северном склоне Восточного Кавказа, восточной части Малого Кавказа и на территории гор Загрос в Иране . В гроте Сарадж-Чуко изучено 3 культурных слоя, которые относятся к эпохе среднего палеолита, и представляют древнейшие свидетельства заселения территории Кабардино-Балкарии в период от 90 до 40 тысяч лет назад. Комплексными исследованиями, проведенными в гроте Сарадж-Чуко, доказано влияние изменений климата и усиления вулканизма на заселение региона.
- Исследователи грота Сарадж-Чуко предполагают, что территория Приэльбрусья, где расположен единственный известный на Северном Кавказе источник обсидиана у селения Заюково могла служить контактной зоной неандертальцев разных культурных традиций[35]. Обсидиан - сырье вулканического происхождения, которое высоко ценилось древним человеком. Установлено, что обсидиан из Заюковского источника, расположенного над селением Заюково, доставлялся неандертальцами в Мезмайскую пещеру в Апшеронском районе Краснодарского края за более чем 250 км [36][37] .